# From Paris with Love
From Paris with Love är en fransk film från 2010 med John Travolta och Jonathan Rhys Meyers i huvudrollerna, filmen regisserades av Pierre Morel och producerades av Luc Besson och India Osborne. Filmen gick upp på biograferna i USA 5 februari 2010.

## Rollista (i urval)
- John Travolta som Charlie Wax
- Jonathan Rhys Meyers som James Reese
- Kasia Smutniak som Caroline
- David Gasman som German Tourist/The Voice
- Richard Durden	som	Ambassadör Bennington
- Yin Bing	som	M. Wong
- Amber Rose Revah	som  Nichole
- Eric Godon	 som	Utrikesminister
- Sami Darr	som	Hallick
- Julien Hagnery	som 	Kinesisk skurk
- Mostéfa Stiti	som 	Dir Yasin
- Rebecca Dayan	 som	Utrikesministerns assistens
- Alexandra Boyd	som	Delegationschef
- Farid Elouardi	som 	Skäggig chaufför
- Melissa Mars	som 	Wax's hora